# Nordisk sløyd- og tekstillærerforbund
Nordisk sløyd- og tekstillærerforbund, NST, er grundlagt i 1969 for at fremme samarbejdet mellem fagene hen over landegrænserne i Norden. Medlemsforeningerne er Danmarks Sløjdlærerforening og Danmarks Håndarbejdslærerforening, Tekstiiliopettajaliitto (Textillärarförbundet i Finland), Færøya Handarbeidislærarfalag, Felag TExtilkennara og Felag Islenskra smidakennara (Islands Sløjdlærerforening), fra Norge foreningen Kunst og design i skolen, og fra Sverige Ämnesrådet i Slöjd i Lärerförbundet.
Der holdes et årligt møde på skift mellem de seks lande. Formålet er at have et fælles forum til at varetage fagenes interesser: sløjd — håndarbejde — materiel design.
Inden for læreruddannelserne har man det nordiske samarbejdsorgan NordFo til varetagelse af forskning og udvikling i de materielle værkstedsfag.